# Parrocchia di Saint James (Stati Uniti d'America)
La parrocchia di Saint James (in inglese Saint James Parish) è una parrocchia dello Stato della Louisiana, negli Stati Uniti. La popolazione al censimento del 2000 era di 21 216 abitanti. Il capoluogo è Convent.
La parrocchia (in Louisiana le parrocchie costituiscono un livello amministrativo equivalente a quello delle contee degli altri stati degli USA) fu creata nel 1807.